# Starmania/Staffel 6
Die sechste Staffel der österreichischen Gesangs-Castingshow Starmania wurde ab 4. März 2022 im Fernsehprogramm des Österreichischen Rundfunks ausgestrahlt. Das Finale fand am 6. Mai 2022 statt. Gewonnen hat Stefan Eigner.

## Hintergrund
Im August 2021 bestätigte der ORF, dass für 2022 eine neue Staffel von Starmania geplant werde. Erneut wurde Arabella Kiesbauer für die Moderation der Sendungen gwonnen. Zu den ersten bekannt gewordenen Veränderungen gegenüber der Staffel von 2021 zählte das komplette Austauschen der Jury-Mitglieder. Das Starterfeld wurde von 64 auf 28 Kandidaten reduziert.
Neben den zwei fixen Jurymitgliedern Josh. und Lili Paul-Roncalli soll es jeweils ein wechselndes Jury-Mitglied geben, darunter Marco Wanda und Melissa Naschenweng.

## Kandidaten
In zunächst zwei Qualifikationsshows traten je 14 Kandidaten gegeneinander an.
1. Qualifikationsshow – 4. März 2022
- Khira Ayers (19) aus Wien
- Josef Baumgartner (19) aus Obdach
- Hannah Ehgartner (17) aus Hof bei Salzburg
- Daniel Fink* (26) aus Karres
- Martin Furtlehner (24) aus Ardagger
- Philip Handzel (21) aus Wien
- Nadja Inzko* (26) aus Klagenfurt am Wörthersee
- Stella Kranner (23) aus Wien
- Maria-Luise Leitner (17) aus Sankt Georgen ob Judenburg
- Lukas Meusburger (20) aus Bizau
- Jennifer Muhozi (19) aus Wien
- Marco Spiegl (23) aus Oberperfuss
- Samira Lea Summer (21) aus Wien
- Valentina Thoms* (15) aus Altmünster

2. Qualifikationsshow – 11. März 2022
- Judith Lisa Bogusch* (21) aus Wien
- Julia Maria Ebner (23) aus Neu-Feffernitz
- Stefan Eigner* (22) aus Wien
- Daniel Frkat (22) aus Wien
- Kevin Gratz (20) aus Kapfenberg
- Sebastian Holzer (21) aus Payerbach
- Emil Kafka (20) aus Wien
- Josef Kobinger (17) aus Neustift im Stubaital
- Dora Leonardi* (27) aus Wien
- Hisham Morscher (28) aus Wien – gebürtig aus der Schweiz
- Elena Pfennich (22) aus Zell am See
- Katharina Satzinger (20) aus St. Marien
- Julia Sperlich (21) aus Wien
- Elisabeth Walløe (29) aus Wien – gebürtig aus Norwegen

Die fett geschriebenen Kandidaten schafften es eine Runde weiter und traten in der dritten Show wieder auf.

Mit Stern (*) versehene Kandidaten kamen mittels Star-Ticket weiter.

Kursiv geschriebene Kandidaten wurden von der Jury im Nachhinein weitergewählt.
Erste Finalshow – 18. März 2022
- Khira Ayers (19) aus Wien
- Judith Lisa Bogusch (21) aus Wien
- Stefan Eigner (22) aus Wien
- Daniel Fink (26) aus Karres
- Martin Furtlehner (24) aus Ardagger
- Kevin Gratz (20) aus Kapfenberg
- Sebastian Holzer (21) aus Payerbach
- Emil Kafka (20) aus Wien (ausgeschieden)
- Nadja Inzko (26) aus Klagenfurt am Wörthersee
- Josef Kobinger (17) aus Neustift im Stubaital
- Dora Leonardi (27) aus Wien (ausgeschieden)
- Lukas Meusburger (20) aus Bizau
- Marco Spiegl (23) aus Oberperfuss
- Valentina Thoms (15) aus Altmünster

Zweite Finalshow – 25. März 2022
- Khira Ayers (19) aus Wien (ausgeschieden)
- Judith Lisa Bogusch (21) aus Wien
- Stefan Eigner (22) aus Wien
- Daniel Fink (26) aus Karres
- Martin Furtlehner (24) aus Ardagger
- Kevin Gratz (20) aus Kapfenberg (ausgeschieden)
- Sebastian Holzer (21) aus Payerbach
- Nadja Inzko (26) aus Klagenfurt am Wörthersee
- Josef Kobinger (17) aus Neustift im Stubaital
- Lukas Meusburger (20) aus Bizau
- Marco Spiegl (23) aus Oberperfuss
- Valentina Thoms (15) aus Altmünster

Dritte Finalshow – 1. April 2022
- Judith Lisa Bogusch (21) aus Wien
- Stefan Eigner (22) aus Wien
- Daniel Fink (26) aus Karres
- Martin Furtlehner (24) aus Ardagger (ausgeschieden)
- Sebastian Holzer (21) aus Payerbach
- Nadja Inzko (26) aus Klagenfurt am Wörthersee
- Josef Kobinger (17) aus Neustift im Stubaital (ausgeschieden)
- Lukas Meusburger (20) aus Bizau
- Marco Spiegl (23) aus Oberperfuss
- Valentina Thoms (15) aus Altmünster

Vierte Finalshow – 8. April 2022
Am 5. April 2022 gab Nadja Inzko bekannt, freiwillig aus der Staffel auszuscheiden. Als Grund gab sie an, „aus persönlichen Gründen und eigenem Empfinden, nicht mehr an der Show teilnehmen zu können“. Martin Furtlehner, der die Show am 1. April verlassen musste, erhält auf diese Weise eine zweite Chance.
- Judith Lisa Bogusch (21) aus Wien
- Stefan Eigner (22) aus Wien
- Daniel Fink (26) aus Karres
- Martin Furtlehner (24) aus Ardagger
- Sebastian Holzer (21) aus Payerbach
- Lukas Meusburger (20) aus Bizau
- Marco Spiegl (23) aus Oberperfuss (ausgeschieden)
- Valentina Thoms (15) aus Altmünster (ausgeschieden)

Fünfte Finalshow – 22. April 2022
- Judith Lisa Bogusch (21) aus Wien
- Stefan Eigner (22) aus Wien
- Daniel Fink (26) aus Karres (ausgeschieden)
- Martin Furtlehner (24) aus Ardagger
- Sebastian Holzer (21) aus Payerbach
- Lukas Meusburger (20) aus Bizau (ausgeschieden)

Halbfinale – 29. April 2022
- Judith Lisa Bogusch (21) aus Wien
- Stefan Eigner (22) aus Wien
- Martin Furtlehner (24) aus Ardagger (ausgeschieden)
- Sebastian Holzer (21) aus Payerbach

Finale – 6. Mai 2022
- Stefan Eigner (22) aus Wien (Sieger der 6. Staffel)
- Judith Lisa Bogusch (21) aus Wien (erreichte im Finale Platz 2)
- Sebastian Holzer (21) aus Payerbach (erreichte im Finale Platz 3)

## Moderation
| Person             | Rolle            |
| ------------------ | ---------------- |
| Arabella Kiesbauer | Hauptmoderatorin |
| Philipp Hansa      | Nebenmoderator   |

## Jury
| Folge | Ständige Mitglieder | Ständige Mitglieder | Gastmitglied         | Vertretungsjuror/in          |
| ----- | ------------------- | ------------------- | -------------------- | ---------------------------- |
| 1     | Josh.               | Lili Paul-Roncalli  | Tina Naderer         | –                            |
| 2     | Josh.               | Lili Paul-Roncalli  | Thorsteinn Einarsson | –                            |
| 3     | Josh.               | Lili Paul-Roncalli  | Marco Wanda          | –                            |
| 4     | Josh.               | Lili Paul-Roncalli  | Lemo                 | –                            |
| 5     | Josh.               | Lili Paul-Roncalli  | Melissa Naschenweng  | Bernhard Speer (für Josh.)   |
| 6     | Josh.               | Lili Paul-Roncalli  | Leona König          | –                            |
| 7     | Josh.               | Lili Paul-Roncalli  | Lisa Pac             | –                            |
| 8     | Josh.               | Lili Paul-Roncalli  | Julian le Play       | Eberhard Forcher (für Josh.) |
| 9     | Josh.               | Lili Paul-Roncalli  | Mathea               | –                            |

## Kandidatinnen und Kandidaten
| Platz | Kandidat                                        |
| ----- | ----------------------------------------------- |
| 01    | Stefan Eigner                                   |
| 02    | Judith Lisa Bogusch                             |
| 03    | Sebastian Holzer                                |
| 04    | Martin Furtlehner (nachgerückt für Nadja Inzko) |
| 5 6   | Daniel Fink                                     |
| 5 6   | Lukas Meusburger                                |
| 7     | Marco Spiegl                                    |
| 8     | Valentina Thoms                                 |
| 9     | Nadja Inzko (freiwillig ausgestiegen)           |
| 10    | Josef Kobinger                                  |
| 11    | Kevin Gratz                                     |
| 12    | Khira Ayers                                     |
| 13    | Dora Leonardi                                   |
| 14    | Emil Kafka                                      |